# Le Grand Ruisseau (rivière Rouge)
Le Grand Ruisseau est un affluent de la rivière Rouge, coulant dans la région administrative de Lanaudière, au Québec, au Canada.
- MRC de Joliette : municipalité de Sainte-Mélanie et Saint-Ambroise-de-Kildare ;
- MRC de Montcalm : municipalité de Saint-Liguori ;

La route 343 coupe le milieu du cours d’eau : « Le Grand Ruisseau ».

## Géographie
Le Grand Ruisseau prend sa source de zone forestière et agricole dans la partie nord du hameau Lac-Safari, dans Sainte-Mélanie.
À partir de sa source, le Grand Ruisseau coule sur 15,1 km, selon les segments suivants :
- 4,0 km vers le sud, puis vers l’est, dans Sainte-Mélanie, jusqu'au pont de la route 348, qu’elle coupe à 2,8 km au sud-est du centre du village de Sainte-Mélanie ;
- 3,1 km vers le sud-est, jusqu’à la limite de Saint-Ambroise-de-Kildare ;
- 2,9 km vers le sud-ouest dans Saint-Ambroise-de-Kildare, en serpentant jusqu’à la route 343 ;
- 5,1 km vers le sud, en serpentant jusqu’à la limite de Saint-Liguori, jusqu'à la confluence de la rivière[2].

Le Grand Ruisseau se déverse sur la rive nord de la rivière Rouge dans Saint-Liguori. La rivière Rouge serpente vers le sud-est jusqu’à la rive nord de la rivière Ouareau ; cette dernière descend vers le sud-est jusqu'à la rive nord de la rivière L'Assomption laquelle se déverse à son tour sur la rive nord du fleuve Saint-Laurent.
Cette confluence est située à :
- 2,0 km au nord-est du pont du village de Saint-Liguori ;
- 7,8 km au nord-ouest du pont du village de Crabtree ;
- 7,8 km à l'ouest du centre-ville de Joliette.

## Toponymie
Le toponyme Le Grand Ruisseau a été officialisé le 5 décembre 1968 à la Commission de toponymie du Québec.